# 銀川雲軌1號線
銀川雲軌1號線，又稱花博園雲軌線，是銀川花博園中的軌道交通系統，於2017年8月31日開通運營，是銀川軌道交通首條線路，全長5.67千米；共設置8座高架車站。